# Antonio Arrechea Andrade
Antonio Andrade Arrechea (Santo Antônio do Sudoeste, 10 de septiembre de 1929) es un delincuente y ex militar brasileño nacionalizado argentino. Fue declarado culpable de crímenes de lesa humanidad por lo que fue condenado a prisión perpetua y a destitución de su grado militar ―había alcanzado el grado de teniente coronel―. 
Durante la dictadura cívico-militar autodenominada Proceso de Reorganización Nacional (1976-1983) fue integrante de la policía tucumana y registra órdenes de captura en tres causas; entre las que se destaca la llamada Masacre de Palomitas, cuando doce presos políticos fueron fusilados en  el paraje de Palomitas, (departamento General Güemes), en el sur de la provincia de Salta, a unos 65 km de la ciudad de Salta.
Fue el hecho más sangriento cometido durante la dictadura militar en la provincia de Salta.

## Pedido de captura de Interpol
Arrechea Andrade es buscado por Interpol y el gobierno de Argentina ofrece recompensa por su captura, bajo los siguientes cargos:

Homicidio, coerción ilegal y torturas.

Además, Arrechea Andrade es uno de los 10 brasileños más buscados por las autoridades judiciales de Argentina.
El último dato que se tiene de Arrechea Andrade es que estuvo en su ciudad natal Santo Antônio do Sudoeste, frontera con el municipio argentino de San Antonio, localizado en la provincia de Misiones. El río San Antonio divide los dos municipios, que son interconectados por un puente con sus respectivas aduanas.
Está prófugo desde 2003 y tiene pedido de captura internacional por Interpol.